# 국도 제19호선 (이란)
국도 제19호선(페르시아어: جاده 19, Road 19)은 이란 로레스탄주 폴도크트르와 케르만샤주 이슬라마바데쿼브를 서로 이어주는 총 연장 173 km의 거리를 가진 이란의 일반 국도이다. 그러나 이 국도의 주요 경유지를 보면 이슬라마바데쿼브, 폴도크트르가 있으며, 연선에는 테헤란-아바즈 도로 등이 있다.

## 같이 보기
- 국도 제17호선 (이란)